# Casa de Can Nolasc Sacrest
La Casa de Can Nolasc Sacrest és una obra d'Olot (Garrotxa) protegida com a bé cultural d'interès local.

## Descripció
Les cases dels descendents de la família es construïren pels vols 1885-1895. Seguint la mateixa tipologia. Totes tenen un cos de planta rectangular destinat a menjadors i dormitoris i un cos que incideix a la façana, destinat a la sala d'estar o despatx i el pis superior a terrassa, donant a les cases una planta en forma de L. Aquesta casa, és la més diferents quant a la distribució. La planta baixa era destinada a l'entrada i garatge. L'estança era el primer pis, amb la sala d'estar o despatx amb bonica tribuna de vidres de colors, menjadors i habitacions. Al damunt hi tenim un altre pis i les golfes amb els motius decoratius iguals que els de les veïnes.

## Història
Entre els anys 1860 i 1880 es realitza la urbanització del carrer Mulleres i de la sortida de l'Horta del Carme (avui P.A. Soler). A Olot treballaven els següents mestres d'obres: Pujol, Salvat i Codormí, etc. a més d'algun arquitecte gironí com Sureda. El creixement de la capital de la Garrotxa es fa igualment pels sectors de Sant Roc, el Firal i la plaça Palau. No obstant, els projectes de més envergadura d'aquest moment són la plaça Clarà i el passeig de Barcelona.